# Zombilation - The Greatest Cuts
Zombilation - The Greatest Cuts è un album discografico di raccolta del gruppo heavy metal finlandese Lordi, pubblicato nel 2009.
Il disco è uscito anche in formato CD + DVD.

## Tracce
1. Hard Rock Hallelujah (Eurovicious Radio Edit)
2. Bite It Like a Bulldog
3. Who's Your Daddy? (Decapitated Radio Edit)
4. Devil Is a Loser
5. Blood Red Sandman
6. Get Heavy
7. They Only Come Out at Night
8. My Heaven Is Your Hell
9. Beast Loose in Paradise
10. Deadache
11. Would You Love a Monsterman?
12. Bringing Back The Balls to Rock
13. Forsaken Fashion Dolls
14. Supermonstars (The Anthem of the Phantoms)
15. The Children of the Night
16. Rock The Hell Outta You
17. Pet the Destroyer
18. Monster Monster
19. It Snows in Hell

Bonus CD Edizione limitata
1. Bringing Back The Balls To Rock (live)
2. Get Heavy (live)
3. Who's Your Daddy? (live)
4. Not the Nicest Guy (live)
5. Pet the Destroyer (live)
6. Rock the Hell Outta You (live)
7. Blood Red Sandman (live)
8. The Kids Who Wanna Play with the Dead (live)
9. They Only Come Out at Night (live)
10. Would You Love a Monsterman? (live)
11. Hard Rock Hallelujah (live)
12. Mr. Killjoy
13. Evilove
14. Don't Let My Mother Know
15. Pyromite
16. To Hell with Pop